# Francisco Luque
Francisco Luque Palma (Santaella, provincia de Córdoba, 1948) es un pintor y escultor español. 

## Biografía
Nacido en 1948, estudió Magisterio en Córdoba. Compaginando tareas docentes como profesor de EGB en su localidad natal, a principios de los años 1970 comienza sus estudios en la Escuela de Artes Aplicadas de Córdoba y participa en exposiciones colectivas en el entorno local de Córdoba y Jaén. De formación fundamentalmente autodidacta, en 1992 realiza un curso de grabado que le permite ampliar sus técnicas de trabajo. Luque posee una larga trayectoria expositiva y un apretado currículum. Algunas de sus obras forman parte de muestras permanentes en importantes galerías de Madrid, Valencia, Sevilla, La Coruña, Murcia, Pamplona y Córdoba. Su obra se puede admirar de manera regular en exposiciones tanto colectivas como individuales.

## Estilo
Su estilo escultórico se basa en un concepto ideal de la belleza humana en el que las formas se plasman a través de un peculiar concepto del volumen y del espacio. Su obra suele versar sobre el desnudo o la figura femenina. Sus Venus son poco  estilizadas y exuberantes. Se aprecian en sus obras proporciones desmesuradas, exuberantes y rotundas que el artista modela imprimiéndoles un sello propio que denota un espíritu rebosante de humanidad. Según algunos críticos ese estilo propio se inspira en las nuevas corrientes de una estética poco relacionada con los modelos clásicos o academicistas. Claramente influenciado por el trabajo pictórico de Peter Paul Rubens, sus esculturas representan mujeres con formas exuberantes, rebosantes de sensualidad y carnalidad, en las que la calidez se transmite a través de la forma. La desproporción existente en sus figuras humanas, alejada de los cánones de belleza convencional, le aproxima a su vez a un boterismo lleno de ternura y serenidad. La pincelada cerrada, con figuras y contornos más definidos que caracteriza el trabajo de Fernando Botero, se convierte en las esculturas de Francisco Luque en suavidad de formas y curvas alabeadas, que encierran en sí mismas el espíritu femenino, motivo principal de la obra del autor.

## Obra y reconocimientos

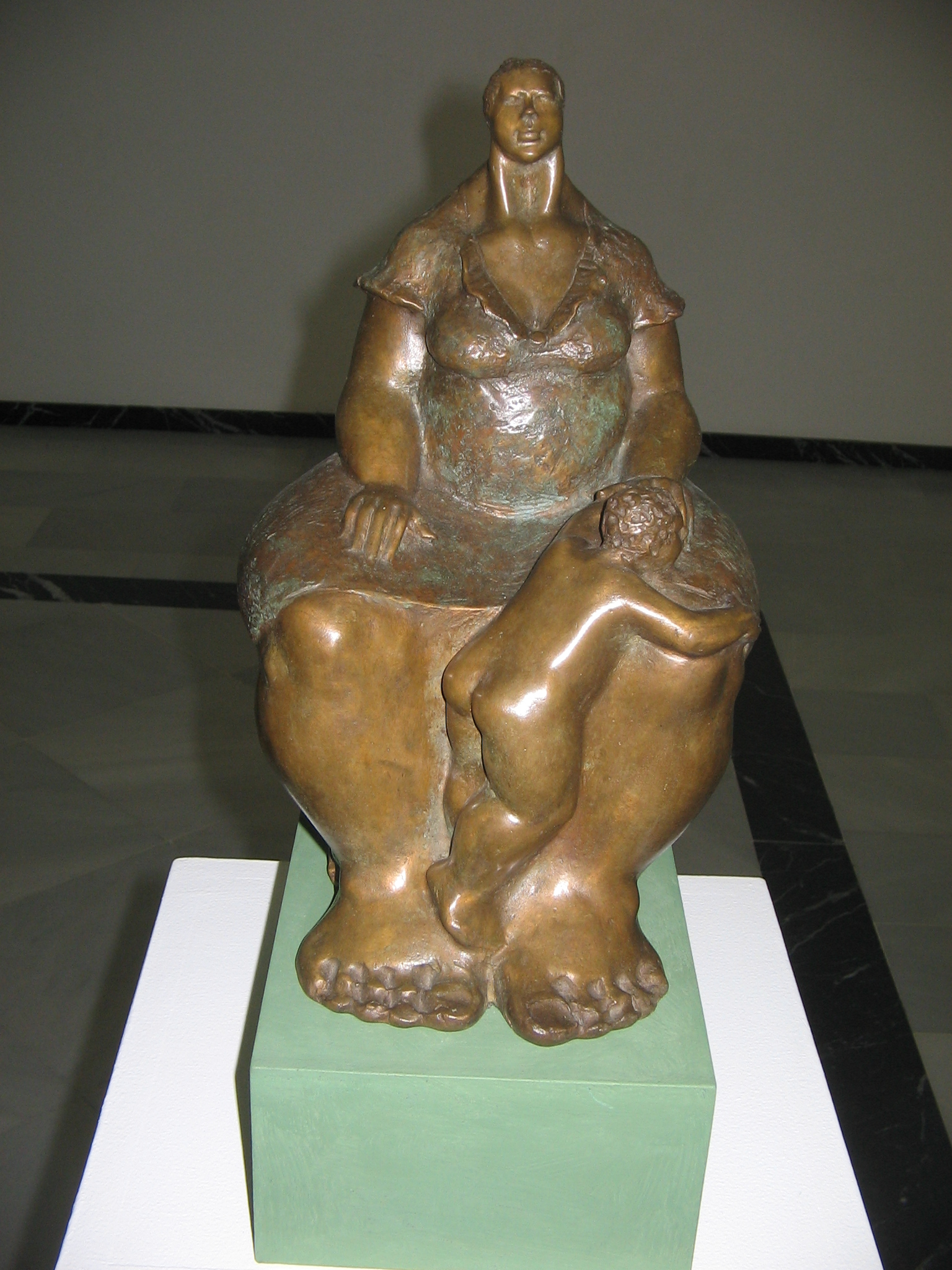
"Maternidad"

Su obra ha recibido numerosos premios y reconocimientos (Primer Premio Certamen Nacional de Pintura y Escultura de Valdepeñas; Primer premio de Escultura en XXV Aniversario del Círculo de Bellas Artes de Pozoblanco, Córdoba; Segundo premio de Escultura en el X Premio Internacional Villa de Rota, Cádiz; y Mención de Honor en el Premio de Escultura Club 63, Jaén; entre otros). Sus obras se exponen de manera permanente en el Museo Diocesano Bellas Artes de Córdoba, en el Museo Ruiz Mateos de la ciudad de Rota, Cádiz, en la Diputación de Córdoba, en la Biblioteca Nacional en Madrid y en el Ayuntamiento de Santaella entre otros. Un ejemplo de la obra monumental urbana de Francisco Luque se puede observar en el paseo de su ciudad natal, Santaella.

## Exposiciones
- Sueños. Galería Haurie, Sevilla. Diciembre de 2017.[6]